# Чон Ю Мі
Чон Ю Мі (кор. 정유미, нар. 18 січня 1983, Пусан, Південна Корея) — південнокорейська акторка.

## Біографія
Чон Ю Мі народилася 18 січня 1983 року в південнокорейському місті Пусан. Свою акторську кар'єру вона розпочала у 2004 році з ролей в короткометражних фільмах. Вже наступного року вона привернула увагу кінокритиків вдало зіграною роллю в фільмі «Знову розквіт», за що отримала свої перші нагороди. Підвищенню популярності акторки сприяла роль в фільмі «Родинні зв'язки». У 2007 році Ю Мі дебютувала на телебаченні зігравши головну жіночу роль в серіалі «Ке Сера, Сера».
У 2011 році Ю Мі зіграла одну з головних ролей в фільмі «Затихлі», в якому розповідалася історія дітей інвалідів що страждали від насильства з боку вчителів. Фільм був знятий на основі реальних подій що відбувалися в школі для глухих Їнхва міста Кванджу. Фільм три тижні займав перше місце в рейтингу, та викликав суспільний резонанс коли глядачи дізналися що більшість вчителів відбулися символічним покаранням. Галас навколо фільму посприяв підвищенню популярності акторів, фільм став одним з найуспішніших в кар'єрі Ю Мі. Здатність акторки вдало показати перед камерою життя звичайної людини сподобалася режисерам, Ю Мі все більше стали запропоновувати головні ролі в авторському кіно.
У 2014 році вона зіграла головну роль в романантичному телесеріалі «Відкриття кохання», в якому зіграла дизайнерку меблів яка після декількох років розлуки випадково зустрічає своє перше кохання та не може вирішити кого вона кохає більше, хлопця з яким мала побратися чи знов «відкрите» перше кохання. У тому ж році вона зіграла в трилері «Люк».
У 2016 році Ю Мі зіграла одну з головних ролей в зомбі-апокаліпсис фільмі «Потяг до Пусана», прем'єра якого відбулася на Каннському кінофестивалі. Фільм мав величезний комерційний успіх в Кореї, та транслювався в багатьох країнах. Фільм став другою успішною спільною роботою Кон Ю та Чон Ю Мі після зйомок в фільмі «Затихлі» в якому вони також виконували головні ролі. У 2018 році вона зіграла головну роль в популярному серіалі «Життя», в якому розповідається про буденне життя поліцейських.
У 2019 році відбудуться прем'єри серіалу «Шкільна медсестра Ан Ин Йон» та фільму «Кім Чі Йон народжена у 1982», головні ролі в яких виконує Чон Ю Мі.

## Фільмографія

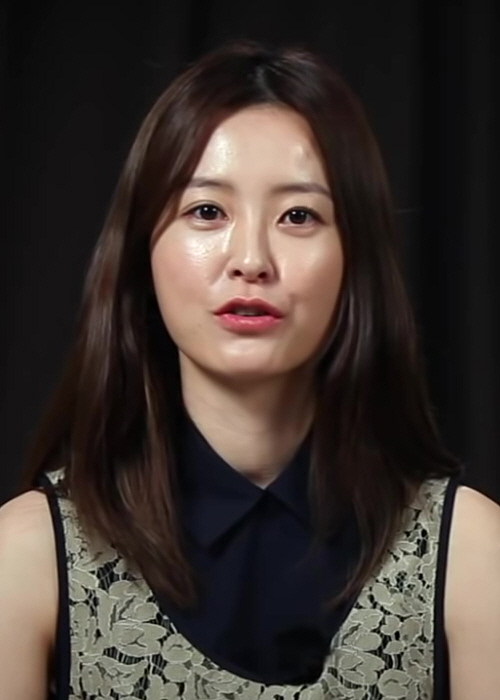
Чон Ю Мі у 2016 році

### Телевізійні серіали
| Рік  | Назва                                    | Роль                                                   | Мережа  |
| ---- | ---------------------------------------- | ------------------------------------------------------ | ------- |
| 2007 | «Ке Сера, Сера»                          | Хан Ин Су                                              | MBC     |
| 2010 | «Велична Гю Чхун Бін» (спеціальна драма) | Гю Чхун Бін                                            | KBS2    |
| 2012 | «Мені потрібна романтика 2012»           | Чу Йоль Ме                                             | tvN     |
| 2013 | «Королева офісу»                         | Чон Чу Рі                                              | KBS2    |
| 2013 | «Агентство знайомств: Сірано»            | Бон Су А (гостьова участь, 8 та 9 серії)               | tvN     |
| 2013 | «Відповідь у 1994»                       | дівчина яка стикається з Чхіль Боном (камео, 21 серія) | tvN     |
| 2014 | «Відкриття кохання»                      | Хан Йо Рим                                             | KBS2    |
| 2016 | «Слухай кохання»                         | Хан Чун Хї (камео, 8 серія)                            | JTBC    |
| 2017 | «Жіноча гідність»                        | клієнтка (камео, 6 серія)                              | JTBC    |
| 2018 | «Життя»                                  | Хан Чон О                                              | tvN     |
| 2018 | «Що не так з секретарем Кім»             | подруга Лі Йон Джуна (камео, 14 серія)                 | tvN     |
| 2019 | «Файли шкільної медсестри»               | Ан Ин Йон                                              | Netflix |

### Фільми
| Рік  | Назва                                                  | Роль                |
| ---- | ------------------------------------------------------ | ------------------- |
| 2003 | «Скажи їй, що я кохаю її» (короткометражний фільм)     | медична сестра      |
| 2004 | «Як користуватися поларойдом» (короткометражний фільм) | Сон А               |
| 2005 | «Солодке життя»                                        | Мі Є                |
| 2005 | «Знову розквіт»                                        | Чо Ин Йон           |
| 2006 | «09:05» (короткометражний фільм)                       | Мін Джу             |
| 2006 | «Родинні зв'язки»                                      | Че Хьон             |
| 2007 | «Родина Шим»                                           | Ха Ин               |
| 2009 | «Людина Оїші»                                          | Че Йон              |
| 2009 | «Кімната поряд»                                        | Ку Он Джу           |
| 2009 | «Як ви знаєте все це»                                  | Ю Сін               |
| 2009 | «Око 1318» (короткометражний фільм)                    | Лі Хї Джу           |
| 2009 | «Чоу»                                                  | Бьон Су Рьон        |
| 2009 | «Мільйон»                                              | Кім Чі Ин           |
| 2009 | «Доброго ранку, президент»                             | Мі Мі (камео)       |
| 2010 | «Мій відчайдушний дорогий»                             | Се Джін             |
| 2010 | «Фільм Ок Хї»                                          | Ок Хї               |
| 2010 | «Підійди ближче»                                       | Ин Хї               |
| 2010 | «Чорна кава»                                           | Сон Хва             |
| 2011 | «Затихлі»                                              | Со Ю Чін            |
| 2012 | «В іншій країні»                                       | Ву Джу              |
| 2013 | «Наша Сон Хї»                                          | Сон Хї              |
| 2013 | «Жорсткий, як залізо»                                  | Су Джі              |
| 2014 | «Дівчина з супутника та молочна корова»                | Іль Хо (дубляж)     |
| 2014 | «Люк»                                                  | Йон Со              |
| 2015 | «Гімалаї»                                              | Чхве Су Йон (камео) |
| 2016 | «Потяг до Пусана»                                      | Сон Кьон            |
| 2016 | «Жінка з лісу» (короткометражний фільм)                |                     |
| 2017 | «Стіл»                                                 | Ю Джін              |
| 2018 | «Психокінез»                                           | Хон Сан Му          |
| 2019 | «Кім Чі Йон народжена у 1982»                          | Кім Чі Йон          |

## Нагороди
| Рік  | Нагорода                                           | Категорія                                                         | Робота                        | Результат | Прим.         |
| ---- | -------------------------------------------------- | ----------------------------------------------------------------- | ----------------------------- | --------- | ------------- |
| 2005 | 25-та Премія Корейської асоциації кінокритиків     | Краща нова акторка                                                | «Знову розквіт»               | Перемога  | [ 16 ]        |
| 2005 | 26-та Кінопремія Блакитний дракон                  | Краща нова акторка                                                | «Знову розквіт»               | Номінація | [ 17 ]        |
| 2005 | 4-та Корейська кінопремія                          | Краща нова акторка                                                | «Знову розквіт»               | Номінація | [ 18 ]        |
| 2006 | 42-га Премія мистецтв Пексан                       | Краща нова акторка                                                | «Знову розквіт»               | Перемога  | [ 19 ]        |
| 2006 | 27-ма Кінопремія Блакитний дракон                  | Краща акторка другого плану                                       | «Родинні зв'язки»             | Перемога  | [ 20 ]        |
| 2006 | 5-та Корейська кінопремія                          | Краща нова акторка                                                | «Родинні зв'язки»             | Номінація |               |
| 2010 | 8-ма Корейська кінопремія                          | Краща акторка                                                     | «Мій відчайдушний дорогий»    | Номінація |               |
| 2010 | 24-та Премія KBS драма                             | Нагорода за майстерність (акторка одноактної / спеціальної драми) | «Велична Гю Чхун Бін»         | Перемога  | [ 21 ]        |
| 2011 | 33-тя Премія Золотий кінематограф                  | Краща акторка                                                     | «Мій відчайдушний дорогий»    | Перемога  | [ 22 ]        |
| 2011 | 20-та Кінопремія Буїль                             | Краща акторка                                                     | «Фільм Ок Хї»                 | Перемога  | [ 23 ]        |
| 2011 | 32-га Кінопремія Блакитний дракон                  | Краща акторка                                                     | «Затихлі»                     | Номінація |               |
| 2013 | 14-та Премія Пусанських кінокритиків               | Краща акторка                                                     | «Наша Сон Хї»                 | Перемога  | [ 24 ]        |
| 2013 | 27-ма Премія KBS драма                             | Нагорода за майстерність (акторка мінісеріалу)                    | «Королева офісу»              | Номінація |               |
| 2014 | 1-ша Кінопремія Дика квітка                        | Краща акторка                                                     | «Наша Сон Хї»                 | Номінація | [ 25 ]        |
| 2014 | 23-тя Кінопремія Буїль                             | Краща акторка                                                     | «Наша Сон Хї»                 | Номінація | [ 26 ]        |
| 2014 | 28-ма Премія KBS драма                             | Нагорода за високу майстерність (акторки)                         | «Відкриття кохання»           | Номінація |               |
| 2014 | 28-ма Премія KBS драма                             | Нагорода за майстерність (акторка мінісеріалу)                    | «Відкриття кохання»           | Перемога  | [ 27 ]        |
| 2014 | 28-ма Премія KBS драма                             | Нагорода Netizen (акторки)                                        | «Відкриття кохання»           | Перемога  | [ 28 ]        |
| 2014 | 28-ма Премія KBS драма                             | Краща пара (разом з Еріком Муном)                                 | «Відкриття кохання»           | Перемога  | [ 28 ]        |
| 2016 | 37-ма Кінопремія Блакитний дракон                  | Краща акторка другого плану                                       | «Потяг до Пусана»             | Номінація |               |
| 2016 | 25-та Кінопремія Буїль                             | Краща акторка другого плану                                       | «Потяг до Пусана»             | Номінація |               |
| 2017 | 22-га Премія мистецького кіно Chunsa               | Краща акторка другого плану                                       | «Потяг до Пусана»             | Номінація |               |
| 2017 | 17-й Корейський міжнародний юнацький кінофестиваль | Фаворитна кіноакторка                                             | «Стіл»                        | Перемога  | [ 29 ]        |
| 2018 | 55-та Премія Великий дзвін                         | Краща акторка другого плану                                       | «Психокінез»                  | Номінація | [ 30 ]        |
| 2018 | 11-та Премія корейської драми                      | Нагорода за високу майстерність (акторки)                         | «Життя»                       | Номінація | [ 31 ]        |
| 2018 | 6-та Премія «Зірок МААТР»                          | Нагорода за високу майстерність (акторки мінісеріалу)             | «Життя»                       | Номінація | [ 32 ]        |
| 2019 | 20-та Премія Жінка в корейському кіно              | Найкраща акторка                                                  | «Кім Чі Йон народжена у 1982» | Перемога  |               |
| 2020 | 56-та Премія Великий дзвін                         | Найкраща акторка                                                  | «Кім Чі Йон народжена у 1982» | Перемога  | [ 33 ]        |
| 2020 | 25-та Премія мистецького кіно Чунса                | Найкраща акторка                                                  | «Кім Чі Йон народжена у 1982» | Номінація | [ 34 ]        |
| 2020 | 29-та Кінопремія Буїль                             | Найкраща акторка                                                  | «Кім Чі Йон народжена у 1982» | Перемога  |               |
| 2020 | 40-ва Премія Корейської асоциації кінокритиків     | Найкраща акторка                                                  | «Кім Чі Йон народжена у 1982» | Перемога  | [ 35 ]        |
| 2020 | 56-та Премія мистецтв Пексан                       | Краща акторка кіно                                                | «Кім Чі Йон народжена у 1982» | Номінація | [ 36 ]        |
| 2020 | 14-а Азійська кінопремія                           | Найкраща акторка                                                  | «Кім Чі Йон народжена у 1982» | Номінація |               |
| 2021 | 41-а Кінопремія Блакитний дракон                   | Найкраща головна жіноча роль                                      | «Кім Чі Йон народжена у 1982» | Номінація | [ 37 ]        |
| 2021 | 41-а Кінопремія Блакитний дракон                   | Популярна зірка                                                   | «Кім Чі Йон народжена у 1982» | Перемога  | [ 38 ]        |
| 2021 | Сеульська міжнародна премія драми                  | Видатна корейська акторка                                         | «Файли шкільної медсестри»    | Номінація | [ 39 ] [ 40 ] |
| 2021 | Сеульська міжнародна премія драми                  | Персонаж року                                                     | «Файли шкільної медсестри»    | Перемога  | [ 41 ]        |
| 2022 | Режисерська премія                                 | Краща акторка серіалу                                             | «Файли шкільної медсестри»    | Номінація | [ 42 ]        |
| 2022 | Режисерська премія                                 | Найкраща акторка кіно                                             | «Кім Чі Йон народжена у 1982» | Номінація | [ 42 ]        |